# Crush (album 2NE1)
Crush – drugi koreański album studyjny południowokoreańskiej grupy 2NE1, wydany 27 lutego 2014 roku przez YG Entertainment. Był promowany przez single „Come Back Home” i „Gotta Be You” (kor.  아님 안돼). Album ukazał się w trzech wersjach: cyfrowej i dwóch fizycznych („Pink” i „Black”), sprzedał się w liczbie 68 951 egzemplarzy (stan na grudzień 2015).
25 czerwca 2014 roku ukazała się japońska wersja albumu, wydana przez YGEX w 3 edycjach: CD, 2CD+DVD+Photobook Cover oraz CD+DVD. Osiągnął 4 pozycję na liście Oricon Album Chart i pozostał na niej przez 8 tygodni.

## Lista utworów

### Wersja koreańska
| CD  | CD                                                                | CD              | CD                    | CD                | CD      |
| Nr  | Tytuł utworu                                                      | Tekst           | Kompozycja            | Aranżacja         | Długość |
| --- | ----------------------------------------------------------------- | --------------- | --------------------- | ----------------- | ------- |
| 1.  | „Crush”                                                           | CL              | CL, Choice 37         | Choice 37         | 3:14    |
| 2.  | „Come Back Home”                                                  | Teddy Park      | Teddy, P.K, Dee.P     | Teddy, P.K, Dee.P | 3:50    |
| 3.  | „Neo Anim Andwae” (kor. 너 아님 안돼, ang. Gotta Be You)          | Teddy, Masta Wu | Teddy, P.K            | P.K               | 3:52    |
| 4.  | „Sara Bwasseumyeon Hae” (kor. 살아 봤으면 해, ang. If I Were You) | CL              | CL, Dee.P             | Dee.P             | 3:30    |
| 5.  | „Chakhan Yeoja” (kor. 착한 여자, ang. Good to You)                | Teddy, G-Dragon | Teddy, Choice 37      | Choice 37         | 3:41    |
| 6.  | „Menbung” (kor. 멘붕, ang. MTBD (Mental Breakdown)) (CL solo)     | Teddy, CL       | Teddy                 | Teddy             | 3:16    |
| 7.  | „Happy”                                                           | Teddy           | Teddy                 | Teddy             | 3:37    |
| 8.  | „Scream”                                                          | CL              | Teddy, Dee.P          | Dee.P             | 3:40    |
| 9.  | „Baby I Miss You”                                                 | CL              | CL, Choice 37, Peejay | Choice 37, Peejay | 3:12    |
| 10. | „Come Back Home” (Unplugged version)                              | Teddy           | Teddy, P.K, Dee.P     | Teddy, P.K, Dee.P | 3:14    |

### Wersja japońska
| CD  | CD                                   | CD                                                      | CD                          | CD                          | CD      |
| Nr  | Tytuł utworu                         | Tekst                                                   | Kompozycja                  | Aranżacja                   | Długość |
| --- | ------------------------------------ | ------------------------------------------------------- | --------------------------- | --------------------------- | ------- |
| 1.  | „Crush”                              | Sunny Boy                                               | Choice 37                   | Choice 37                   | 3:14    |
| 2.  | „Come Back Home”                     | Teddy, Sunny Boy                                        | Teddy, Choi Pil-kang, Dee.P | Teddy, Choi Pil-kang, Dee.P | 3:49    |
| 3.  | „Gotta Be You”                       | Teddy, Masta Wu, Sunny Boy                              | Teddy, Masta Wu             | Choi Pil-kang               | 3:51    |
| 4.  | „Do You Love Me”                     | Teddy, Sunny Boy                                        | Teddy                       |                             | 3:35    |
| 5.  | „Happy”                              | Teddy, Sunny Boy                                        | Teddy                       |                             | 3:37    |
| 6.  | „Falling in Love”                    | Teddy, Choice37, Sunny Boy                              | Teddy                       |                             | 3:46    |
| 7.  | „I Love You”                         | Teddy, Sunny Boy, Tatsuji Ueda, Izumi Soratani, Keisuke | Teddy, Lydia Paek           |                             | 3:57    |
| 8.  | „If I Were You”                      | Ritsuko Tanifuji                                        | Dee.P                       | Dee.P                       | 3:30    |
| 9.  | „Missing You”                        | Teddy                                                   | Tatsuji Ueda                | Teddy                       | 3:39    |
| 10. | „Come Back Home” (Unplugged version) | Teddy, Sunny Boy                                        | Teddy, Choi Pil-kang, Dee.P | Teddy, Choi Pil-kang, Dee.P | 3:14    |

| CD 2 | CD 2                                                              | CD 2            | CD 2                  | CD 2              | CD 2    |
| Nr   | Tytuł utworu                                                      | Tekst           | Kompozycja            | Aranżacja         | Długość |
| ---- | ----------------------------------------------------------------- | --------------- | --------------------- | ----------------- | ------- |
| 1.   | „Crush”                                                           | CL              | CL, Choice 37         | Choice 37         | 3:14    |
| 2.   | „Come Back Home”                                                  | Teddy Park      | Teddy, P.K, Dee.P     | Teddy, P.K, Dee.P | 3:50    |
| 3.   | „Neo Anim Andwae” (kor. 너 아님 안돼, ang. Gotta Be You)          | Teddy, Masta Wu | Teddy, P.K            | P.K               | 3:52    |
| 4.   | „Sara Bwasseumyeon Hae” (kor. 살아 봤으면 해, ang. If I Were You) | CL              | CL, Dee.P             | Dee.P             | 3:30    |
| 5.   | „Chakhan Yeoja” (kor. 착한 여자, ang. Good to You)                | Teddy, G-Dragon | Teddy, Choice 37      | Choice 37         | 3:41    |
| 6.   | „Menbung” (kor. 멘붕, ang. MTBD (Mental Breakdown)) (CL solo)     | Teddy, CL       | Teddy                 | Teddy             | 3:16    |
| 7.   | „Happy”                                                           | Teddy           | Teddy                 | Teddy             | 3:37    |
| 8.   | „Scream”                                                          | CL              | Teddy, Dee.P          | Dee.P             | 3:40    |
| 9.   | „Baby I Miss You”                                                 | CL              | CL, Choice 37, Peejay | Choice 37, Peejay | 3:12    |
| 10.  | „Come Back Home” (Unplugged version)                              | Teddy           | Teddy, P.K, Dee.P     | Teddy, P.K, Dee.P | 3:14    |

## Notowania

### Wersja koreańska
| Lista                   | Pozycja |
| ----------------------- | ------- |
| Gaon Weekly Album Chart | 2       |
| Gaon Yearly Album Chart | 33      |
| Five Music (Tajwan)     | 3       |
| Billboard 200           | 61      |
| Billboard World Albums  | 2       |